# 赵隽明
赵隽明（1945年6月—），字光源，别署哈普都·隽明，男，赫哲族，吉林桦甸人，中国书法家、篆刻家，曾任中国书法家协会理事。